# محمودي (إسفراين)
محمودي (بالفارسية: محمودی) هي قرية تقع في قسم روئين الريفي (مقاطعة إسفراين) في إيران. يقدر عدد سكانها بـ 922 نسمة بحسب إحصاء 2016.